# Alexandra Wiktorowna Potanina

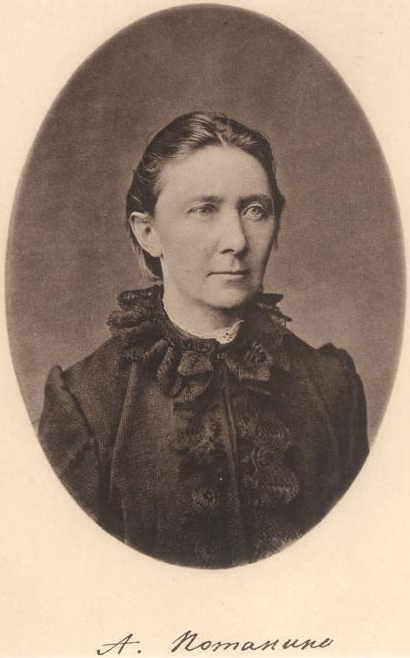
Alexandra Potanina

Alexandra Wiktorowna Potanina (* 25. Januarjul. / 6. Februar 1843greg. in Gorbatow, Gouvernement Nischni Nowgorod; † 19. Septemberjul. / 1. Oktober 1893greg. bei Zhuo-Hua, China) war eine russische Geografin und Forschungsreisende. Sie wurde als erste Frau in die Russische Geographische Gesellschaft aufgenommen. 

## Leben
Sie war die Tochter des Lehrers des Nischni Nowgoroder Priesterseminars, Wiktor Lawrowski. Zu Hause wurde sie von ihren älteren Brüdern erzogen und ging auf eine Schule für Mädchen aus dem Klerus. Sie las viel und hatte ein Talent zum Zeichnen. 1866 wurde sie Lehrerin in der städtischen Diözesan-Schule. 1872 lernte sie bei einem Besuch ihres verbannten Bruders Konstantin in Nikolsk (Oblast Wologda) dessen Freund Grigori Potanin kennen, den sie 1874 heiratete und mit dem sie nach Sankt Petersburg zog.
Gemeinsam mit ihrem Mann nahm Potanina in den Jahren 1876 bis 1893 an vier Forschungsreisen nach Zentralasien teil. Die erste Expedition führte 1876/1877 in den Nordwesten der Mongolei, 1879/1880 folgte eine Expedition von dem Ort Saissan in das Tal der schwarzen Irtysch, 1884 bis 1886 wurden das nördliche China, das östliche Tibet und die zentrale Mongolei bereist, 1892/1893 schließlich das tibetische Hochland und die Wüste Gobi. Während der letzten Expedition wurde Potanina schwer krank und verstarb in der Nähe von Zhuo-Hua auf dem Weg nach Shanghai. Sie wurde in Kjachta (Burjatien) begraben.

## Auszeichnungen
1887 wurde sie für ihre wissenschaftliche Arbeit "Die Burjaten" mit der großen Goldmedaille der Russischen Geographischen Gesellschaft ausgezeichnet. In den Bergen des mongolischen Altai ist ein Gletscher "Alexandrin" nach ihr benannt.

## Veröffentlichungen
- Буряты (Die Burjaten) (1891)
- Из путешествий по Восточной Сибири, Монголии, Тибету и Китаю (Von einer Reise nach Ost-Sibirien, der Mongolei, Tibet und China) (1895)
- Статьясен пуххи (1895)